# 蔡明仁
蔡明仁（1993年9月7日—），馬來西亞華裔歌手。出生於馬來西亞柔佛州，7歲開始在新加坡唸書到高中並服完兩年兵役。高中畢業後因喜歡華語流行音樂及深受偶像周杰倫的影響而立志想要從事流行音樂產業，在退伍後至臺北求學。2020年成為臺北城市科技大學流行音樂系首屆畢業生。

## 經歷
蔡明仁的音樂才華在2018年便嶄露頭角，他的創作歌曲〈愛，存在〉受到恩師薛忠銘的賞識推薦，成為戲劇教母柴智屏所製作的電視劇《新流星花園》片尾曲；由於戲劇人氣加持，〈愛，存在〉爆紅成網路神曲，在YouTube累積破1200萬點閱及抖音9億次觀看的驚人成績。
2021年，發行個人首張專輯《蔡明仁同名專輯》，由金曲製作人薛忠銘擔任配唱製作，正式出道。

## 音樂作品

### 專輯
| 專輯名稱              | 發行日期   | 發行公司             | 曲目 | 備註 |
| --------------------- | ---------- | -------------------- | ---- | ---- |
| 蔡明仁MINGREN同名專輯 | 2021.08.04 | 星火映畫股份有限公司 |      |      |

### 詞曲創作
| 發行年代 | 歌曲名稱   | 創作部分 | 創作部分 | 收錄專輯          | 演唱歌手 | 附註                       |
| 發行年代 | 歌曲名稱   | 作詞     | 作曲     | 收錄專輯          | 演唱歌手 | 附註                       |
| -------- | ---------- | -------- | -------- | ----------------- | -------- | -------------------------- |
| 2018     | 愛，存在   | X        | O        | 流星花園 音樂專輯 | 魏奇奇   | 電視劇《新流星花園》片尾曲 |
| 2018     | 心碎的祝福 | X        | O        | 愛若是            | 黃文星   | 連續劇《大時代》插曲       |
| 2018     | 愛的摩卡   | X        | O        | 愛若是            | 黃文星   |                            |

## 影劇作品

### 電視劇/網路劇
| 首播日期      | 播出頻道 | 劇名         | 角色       | 性質 | 導演   |
| 2022年9月21日 | Disney+  | 台北女子圖鑑 | 餐廳服務生 | 客串 | 李芸嬋 |

## 外部連結
- 蔡明仁的Facebook專頁
- 蔡明仁 的 Instagram
- YouTube上的蔡明仁頻道 （页面存档备份，存于）